# Borudzserd megye

Loresztán tartomány megyéinek elhelyezkedése

Borudzserd megye (perzsául: شهرستان بروجرد) Irán Loresztán tartománynak egyik északi megyéje az ország nyugati részén. Északon és északkeleten Markazi tartomány, délkeleten Dorud megye, délen Horramábád megye, délnyugaton Szelszele megye, nyugaton Delfán megye határolják. Székhelye a 227 000 fős Borudzserd városa. Második legnagyobb városa az 5200 fős Ostorinán. A megye lakossága 320 547 fő. A megye két kerületre oszlik: Központi kerület  és Ostorinán kerület.

## Fordítás
- Ez a szócikk részben vagy egészben  a   Borujerd County című angol Wikipédia-szócikk ezen változatának fordításán alapul.  Az eredeti cikk szerkesztőit annak laptörténete sorolja fel. Ez a jelzés csupán a megfogalmazás eredetét és a szerzői jogokat jelzi, nem szolgál a cikkben szereplő információk forrásmegjelöléseként.